# San Donato Tavarnelle 2022-2023
Questa voce raccoglie le informazioni riguardanti il San Donato Tavarnelle nelle competizioni ufficiali della stagione 2022-2023.

## Divise e sponsor
Lo sponsor tecnico per la stagione 2022-2023 è Ready, mentre lo sponsor ufficiale è Oleificio Fiorentini. Sulla maglia e sui calzettoni è presente il Leone del Chianti.
| Casa | Trasferta |

## Organigramma societario
La disposizione delle sezioni e la presenza o meno di determinati ruoli può essere variata in base a spazi occupati e dati in possesso.
Area direttiva
- Presidente: Andrea Bacci
- Presidente onorario: Fabrizio Fusi
- Vice presidente: Marco Cellesi
- Direttore generale: Silvano Bellosi[2]
- Dirigente accompagnatore:  Luciano Santucci

Area tecnica
- Direttore sportivo: Egidio Bicchierai
- Allenatore: Lamberto Magrini, da novembre Daniele Buzzegoli
- Collaboratore tecnico: Mauro Mugnaini
- Preparatore atletico: Lorenzo Martelli
- Preparatori dei portieri: Riccardo Di Pisello, Giacomo Milanesi
- Responsabile giovanili: Fausto Gonnelli
- Scuola calcio: Paolo Tascioni
- Magazziniere: Alessandro Ninci

Area sanitaria
- Responsabile: Tito Bicchierai
- Fisioterapista: Matteo Tartaglia

## Rosa
Aggiornata al 26 luglio 2022.
| N. |                   | Ruolo | Calciatore           |
| -- | ----------------- | ----- | -------------------- |
| 1  | Italia (bandiera) | P     | Valerio Biagini      |
| 2  | Italia (bandiera) | D     | Tommaso Ciurli       |
| 3  | Italia (bandiera) | D     | Riccardo Alessio     |
| 4  | Italia (bandiera) | C     | Matteo Calamai       |
| 5  | Italia (bandiera) | C     | Francesco Nunziatini |
| 6  | Italia (bandiera) | D     | Matteo Gorelli       |
| 8  | Italia (bandiera) | A     | Filippo Mascia       |
| 9  | Italia (bandiera) | A     | Edoardo Mazierli     |
| 10 | Italia (bandiera) | C     | Federico Russo       |
| 11 | Italia (bandiera) | A     | Elia Galligani       |
| 12 | Italia (bandiera) | P     | Filippo Campinotti   |
| 13 | Italia (bandiera) | D     | Pietro Carcani       |
| 14 | Italia (bandiera) | C     | Paolo Regoli         |
| 15 | Italia (bandiera) | C     | Leonardo Borghi      |
| 17 | Italia (bandiera) | C     | Alfonso Sepe         |

| N. |                    | Ruolo | Calciatore               |
| -- | ------------------ | ----- | ------------------------ |
| 19 | Italia (bandiera)  | D     | Giacomo Siniega          |
| 21 | Italia (bandiera)  | C     | Filippo Gerardini        |
| 22 | Italia (bandiera)  | P     | Daniele Cardelli         |
| 23 | Italia (bandiera)  | C     | Edoardo Bovolon          |
| 24 | Italia (bandiera)  | A     | Francesco Noccioli       |
| 25 | Italia (bandiera)  | C     | Alessio Rossi            |
| 27 | Italia (bandiera)  | D     | Duccio Brenna (capitano) |
| 29 | Italia (bandiera)  | D     | Alberto Montini          |
| 32 | Italia (bandiera)  | D     | Matteo Contipelli        |
| 34 | Italia (bandiera)  | A     | Leonardo Ubaldi          |
| 46 | Italia (bandiera)  | P     | Matteo Rossi             |
| 75 | Albania (bandiera) | A     | Dennis Gjana             |
| 76 | Italia (bandiera)  | C     | Andrea Viviani           |
| 91 | Italia (bandiera)  | A     | Simone Lozza             |
|    | Italia (bandiera)  | C     | Matteo Caciagli          |